# 硝安爆薬
硝安爆薬（しょうあんばくやく）とは、爆薬の一種。
硝酸アンモニウムを基材とする粉状の検定爆薬―火薬学会規格(IV)(1999) である。乾燥した硝酸アンモニウム（硝安）、鋭感剤（芳香族ニトロ化合物）、燃料（木粉等）を混和機で混合粉砕して製造する。硝安爆薬はすくなくとも過去60年炭坑用に使用されてきたが、石炭産業の衰退に伴い、製造量は激減した。現在の産業用爆薬（カーリットを除く）は殆どすべて硝酸アンモニウムを主成分とするが、アンモン爆薬、硝安油剤爆薬（アンホ爆薬）、含水爆薬（スラリー爆薬）、粉状硝安ダイナマイトなどは硝安爆薬と称しない。まぎらわしいが火薬類取締法では「特定硝酸アンモニウム爆薬」という定義があり、硝安油剤爆薬と含水爆薬をいう。
硝安油剤爆薬の2019年の日本国内生産量は約2万1492トンである。
検定爆薬は鉱山坑内用品検定規則の種類別検定試験に合格した爆破薬で、可燃性の坑内ガス又は炭塵の存在する炭坑坑内において使用される。